# Сосновый Бор (Бирский район)
Сосновый Бор (баш. Сосновый Бор) — деревня в Бирском районе Республики Башкортостан Российской Федерации. Входит в состав Старопетровского сельсовета. 

## География

### Географическое положение
Расстояние до:
- районного центра (Бирск): 18 км,
- центра сельсовета (Питяково): 4 км,
- ближайшей ж/д станции (Уфа): 110 км.

## История
В 1885 году одним из придворных генералов Павловым-Антониновским на сибирском тракте был построен стекольный завод. Для жилья рабочим построили восемь бараков. Это было рождением населенного пункта, который назывался хутором Светлый, Зиновьевским стеклозаводом, поселком Караидельский, а в настоящее время деревня Сосновый Бор
До 10 сентября 2007 года называлась Деревней дома отдыха "Сосновый бор".

## Население
| 2002 | 2009 | 2010 |
| ---- | ---- | ---- |
| 59   | ↗61  | ↘55  |